# مدرسة جميرا الإنكليزية
مدرسة جميرا الإنكليزية هي مدرسة دولية تقع في دبي، الإمارات. تأسست في عام 1975.
يقع الحرم الأصلي للمدرسة على شارع الشيخ زايد وهو مدرسة ابتدائية؛ ويوجد حرم ثانوي في المزارع العربية يضم طلابًا من المرحلة الابتدائية والإعدادية والثانوية. واعتبارًا من ديسمبر 2016، بلغ عدد الطلاب المسجلين في مدرسة جميرا الإنكليزية 2000 طالب.

## الروابط الخارجية
1. ↑  Jumeirah English Speaking School نسخة محفوظة 09 يوليو 2017 على موقع واي باك مشين.

- موقع المدرسة